# 3-呋喃亚甲基丙二腈
3-呋喃亚甲基丙二腈是一种有机化合物，化学式为C8H4N2O。它可由呋喃-3-甲醛和丙二腈在K2Ce(PO4)2催化下于水中反应制得。它和邻苯二胺在硝酸铈铵催化下反应，可以得到2-(3-呋喃基)苯并咪唑。